# Kostandowo
Kostandowo (bułg. Костандово) – miasto w Bułgarii, w obwodzie Pazardżik, w gminie Rakitowo. W 2019 roku liczyło 3 992 mieszkańców.